# Éloge de la faiblesse
Éloge de la faiblesse est un récit philosophique d'Alexandre Jollien publié en 1999.

## Résumé
L'auteur, Alexandre Jollien est atteint d'athétose (forme d'infirmité motrice cérébrale). Il raconte dans ce livre ses années passées en centre spécialisé pour infirmes moteurs et cérébraux sous la forme d'un dialogue instauré entre lui-même et Socrate. Son désir de ressembler à ce qu'il apparente aux gens « normaux » est un thème récurrent du livre. Son amitié de circonstance avec ses camarades du Centre est elle aussi évoquée ainsi que son effort d'intégration dans le monde « normal ». Ce récit philosophique est, de fait, un récit autobiographique.

## Accueil critique
Éloge de la faiblesse a été couronné du Prix Mottart de l'Académie française ainsi que du Prix Montyon de littérature et philosophie en 2000.

## Adaptation au théâtre
L'ouvrage a été adapté et mis en scène en 2005 par Charles Tordjman, compagnie du Passage, Suisse. Tournée en Suisse et en France, de 2005 à 2007.